# Овалье, Луис
Луис Карлос Овалье Виктория (исп. Luis Carlos Ovalle Victoria; род. 7 сентября 1988[…], Панама) — панамский футболист, защитник клуба «Спортинг» (Сан-Мигелито).

## Клубная карьера
Профессиональную карьеру начал в 2005 году в панамском клубе «Спортинг Сан-Мигелито», в котором провел два сезона, приняв участие в 57 матчх чемпионата. Большинство времени, проведенного в составе «Спортинга», был основным игроком защиты команды.
В 2008 году он был отдан в аренду в мексиканский «Монтеррей», но выступал исключительно за дубль, за который сыграл 22 матча во втором мексиканском дивизионе.
После этого Овалье вернулся на родину, где играл за клубы «Чоррильо» и снова «Спортинг», в состав которого вернулся в 2010 году. На этот раз сыграл за команду из Сан-Мигелито следующие два сезона. 22 июня 2012 он был отдан в аренду в «Патриотас». 2 сентября дебютировал в колумбийской Примере в матче против «Атлетико Хуниор» (3:4), однако в новой команде не закрепился.
14 января 2013 стал игроком венесуэльской «Саморы». 27 января он дебютировал в венесуэльской Примере в матче против «Депортиво Лара» (3:0).

## Международная карьера
В составе молодёжной сборной Панамы принимал участие на молодёжном чемпионате мира 2007 в Канаде, где принял участие в 3 матчах.
18 декабря 2010 дебютировал за национальную сборную Панамы в товарищеском матче против Гондураса.
В составе сборной был участником розыгрыша Золотого кубка КОНКАКАФ 2017 в США, где он сыграл три матча.